# Британский вариант английского языка
Британский вариант английского языка (BrE, BE, en-GB) — понятие, включающее в себя широкий спектр акцентов и диалектов английского языка, используемых в Соединенном королевстве и отличающихся от других региональных вариантов произношения. Оксфордский словарь английского языка определяет термин «британский английский» как

разговорный или письменный язык, используемый на Британских островах, особенно формы английского языка, наиболее распространенные в Великобритании
при этом описывая термин «ирландский английский» как «письменный и устный варианты английского языка, используемые в Ирландии».
Существуют небольшие различия в формальном письменном английском языке в Великобритании (например, слова wee и little, означающие «маленький, небольшой», могут быть взаимозаменяемыми, однако, при этом первое чаще можно прочесть в письменной речи человека из Северной Англии или Северной Ирландии (чаще Шотландии), чем в письме человека из южных частей страны или Уэльса).
Формы разговорного английского языка, напротив, весьма отличаются друг от друга — сильнее, чем в других англоязычных странах. По этой причине применить понятие «британский английский» к устной речи достаточно затруднительно. Британский лингвист Том Мак-Артур в своём труде Oxford Guide to World English пишет, что

Для многих людей… особенно англичан, понятие «британский английский» — это тавтология. В нём содержатся все оттенки смысла слова «британский», и поэтому смысл его может быть как узким, так и широким, причём различной степени неопределённости.
Термин «британский английский» также часто употребляется как синоним понятию «английский Содружества», под которым понимают варианты английского языка, используемые в странах Содружества наций (кроме стран с собственным уникальным диалектом, например, Канады или Австралии).

## Диалекты
Основная классификация подразделяет диалекты на следующие группы:
- Английские диалекты английского языка (английский язык в Англии, включая диалектные подгруппы южного английского, центрального и северного наречия);
- Уэльские диалекты английского языка;
- Шотландские диалекты английского языка.